# 安德雷斯·帕洛普
安德雷斯·帕洛普·塞尔维拉（西班牙語：Andrés Palop Cervera，1973年10月22日—），是一名西班牙已退役足球運動員，擔任守門員。
柏立於華倫西亞效力時，擔任簡尼沙利斯的後備人選多年，現在是利华古逊的後備守門員。
2007年3月15日，他在歐洲足協盃對薩克達的賽事中，於補時階段進了一球令比分打平，進入加時賽，最終助西維爾晉級。在該屆決賽中，西維爾對同樣來自西甲的愛斯賓奴，雙方打平進入互射十二碼階段，柏立撲出了3球，助西維爾奪冠。

## 榮譽

### 華倫西亞
- 西班牙甲組聯賽冠軍：2002年、2004年
- 歐洲足協盃：2004年
- 歐洲超級盃：2004年

### 西維爾
- 歐洲足協盃：2006年、2007年
- 歐洲超級盃：2006年
- 西班牙國王盃：2007年
- 西班牙超級盃：2007年

### 國家隊
- 歐洲國家盃

- 冠軍 (1)：2008